# Krzywy Gród w Wilnie
Krzywy Gród w Wilnie, Krzywy Zamek (łac. castrum curvum, lit. Kreivoji pilis) – gród w Wilnie, nad Wilejką, zniszczony w 1390.
Położenie Krzywego Grodu nie jest znane. W latach 1933–1939 poszukiwania grodu prowadził Włodzimierz Hołubowicz, nie odnaleziono jednak grodziska. 
Krzywy Gród położony był najprawdopodobniej na Górze Trzykrzyskiej na lewym brzegu Wilejki, na południowy wschód od Góry Zamkowej i na północny wschód od miasta ruskiego (łac. civitas Ruthenica), przy trakcie połockim, które znajdowało się w miejscu późniejszego kościoła św. Franciszka i św. Bernarda (1469).
Krzywy Gród został spalony razem z miastem 4 listopada 1390 w czasie litewskiej wojny domowej i nie został odbudowany. Na czele ataku stał marszałek zakonu Engelhard Rabe i książę litewski Witold, którego Jagiełło odsunął od władzy. W kampanii wzięli udział także rycerze Zakonu Kawalerów Mieczowych, syn króla Henryka Lancastera, Henryk hrabia Derby i 300 ludzi. Podczas ataku spaleniu uległ drewniany Krzywy Zamek (łac. curvum castrum), zwany też Górnym Zamkiem (orbiste hus).